# 在日孟加拉國人
日本的孟加拉國人，是日本較小的外國人口之一。截至2016年，日本法務省的在日本外國人登記總數中記錄了12,374名孟加拉國國民。

## 移民歷史
孟加拉國向日本的勞務移民，與東亞其他經濟發達地區，即向韓國和台灣的勞務移民相同，據信是在1985年左右開始的。準工人將獲得學生簽證進入語言學校，這將使他們能夠合法工作每週最多20小時來養活自己;他們利用自己的學習時間在日本紮根，找到更多永久性的全職工作。這種遷移在1988年達到頂峰，但隨著日本當局收緊學生簽證的要求，1989年急劇下降。[2]在20世紀80年代末和90年代初期，驅逐出境急劇增加，僅1990年就有近五千人;然而，新來的人和先前的被驅逐者都轉向人口販運者重新進入日本。
2007年的一項調查估計，孟加拉國有四分之一的非法移民在1989年4月之後抵達。即使在日本資產價格泡沫破滅之後，他們的工資仍然相對較高，通常超過最低工資的150％;孟加拉國移民更喜歡從日本再到沙特阿拉伯或阿拉伯聯合酋長國，並認為它是一個更“享有盛譽的目的地”，因為繼續提供更高的工資。

## 人口特點
日本的孟加拉國移民往往來自中產階級。雖然只有不到4％的孟加拉國人具有較高的教育背景，但近30％的在日孟加拉國人中學畢業。這意味著他們不僅比他們在本國的同齡人受更多教育，而且還受到日本其他移民工人群體的教育。據估計，80％以上的移民來自達卡南部的Munshiganj區;他們也很年輕，有些人在大學畢業後直接來到，缺乏任何進一步的工作經驗。由於高失業率和低工資，他們被迫離開孟加拉國;然而，在抵達日本後，他們發現自己的資格僅限於所謂的“3D”（“骯髒，危險和困難”）工作，儘管他們的工資仍遠高於他們在國內所能獲得的工資。
孟加拉國移民在返回家園之前平均留在日本近7年，每人匯款59,068美元（每月739美元）。由於他們在國外節省的錢，他們享受一些社會流動性;一項針對從日本返回的達卡居民的調查發現，超過50％的人在返回時使用他們的資金開辦自己的企業，而不是試圖移民到日本或其他目的地並繼續從事卑微的工作。雖然50％在日本逗留超過五年的移民在孟加拉國購買土地，但建屋並不是他們喜愛的投資。